# Senka
Keizer Senka (宣化天皇, Senka-tennō) was de 28e keizer van Japan volgens de traditionele volgorde. Er zijn geen concrete data bekend omtrent zijn geboorte, regeerperiode en dood. Er is alleen bekend dat hij in de beginjaren van de zesde eeuw keizer was.
Tijdens Senka's regeerperiode zou Soga no Iname actief zijn geweest als de eerste verifieerbare "Grote Minister" of Omi (ook bekend als Ō-omi).
Senka was de jongere broer van keizer Ankan, en zoon van keizer Keitai. Hij erfde de troon van zijn broer daar die zonder erfgenamen was gestorven. Zijn regeerperiode was dan ook maar van korte duur.
* Regent Jingu staat niet op de traditionele lijst.